# Caála
Caála (fins 1970  Vila Robert Williams) és un municipi de la província de Huambo. Té una extensió de 3.680 km² i 259.483 habitants segons el cens de 2014. Comprèn les comunes de Caála, Kuima, Kalenga e Katata. Limita al nord amb el municipi d'Ekunha, a l'est amb el municipi de Huambo, al sud amb el municipi de Chipindo, i a l'oest amb els municipis de Longonjo i Caconda.

## Història
El desenvolupament de la zona va començar amb l'arribada del Caminho de Ferro de Benguela en 1912. Fins 1922 va formar part de la circumscripció de Huambo. Entre 1922 i 1934 pertanyia al districte de Lépi, quan va ser transferit al de Caála. En 1956 va ser elevat a un municipi i va ser anomenada Vila Robert Williams en honor del magnat britànic Sir Robert Williams impulsor de la construcció del Caminho de Ferro de Benguela. El 15 de juny de 1970 va assolir la categoria de ciutat i passa a denominar-se Caála.